# Jean Louis Conneau

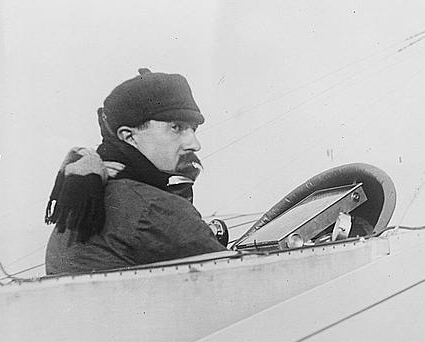
Jean Louis Conneau, alias André Beaumont

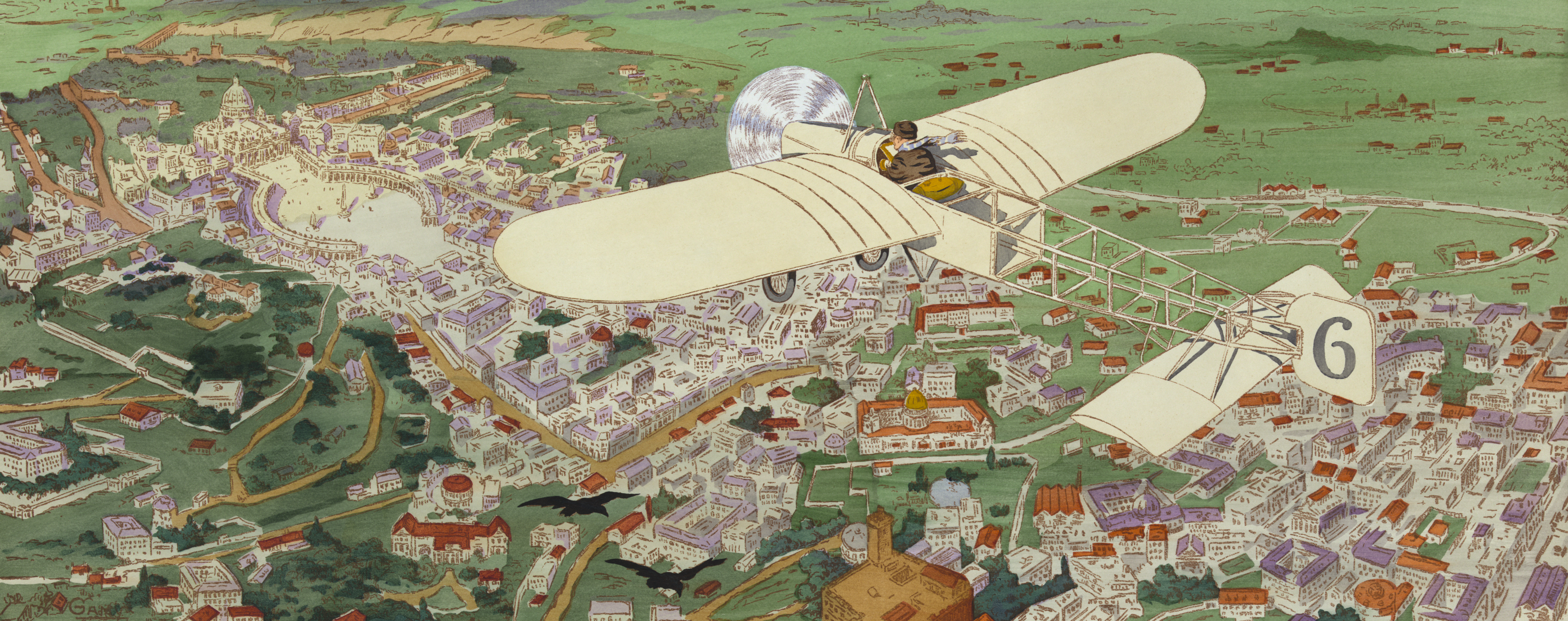
Paris–Rome (1911). Beaumont le gagnant sur monoplan Blériot, moteur Gnome, magneto Bosch. (Vertaling:) Beaumont, de winnaar (in een Bleriot monoplane) bij aankomst in Rome, Gnome motor, Bosch magneten) Pochoir laat ons de aankomst zien boven Rome van Beaumont in zijn Bleriot monoplane, het winnende vliegtuig tijdens de luchtrace Parijs-Rome.

Jean Louis Conneau (Lodève, 8 februari 1880 – aldaar, 5 augustus 1937), beter bekend onder zijn pseudoniem André Beaumont, was een Franse luchtvaartpionier, marineluitenant en bouwer van vliegboten.

## Carrière
Beaumont kreeg op 7 december 1910 zijn eerste vliegbrevet, en op 18 december 1911 zijn militaire vliegbrevet.
In 1911 won hij drie van de destijds zwaarste luchtvaartwedstrijden; 'Parijs-Rome', de eerste 'Circuit d'Europe' (7 juli 1911) en de Daily Mail Circuit of Britain Race (26 juli 1911). Tijdens het traject Parijs – Londen van de 'Circuit d'Europe' kwam zijn teamgenoot Léon Lemartin om bij een ongeluk tijdens het opstijgen.
In 1913 was hij medeoprichter van de Franco-British Aviation (FBA) en begon met de productie van vliegboten. Beaumont leverde zijn vliegtuigen zowel aan het Britse als Franse leger.
Tijdens de Eerste Wereldoorlog had Beaumont het bevel over vliegbootsquadrons in Nice, Bizerte, Duinkerke en Venetië. Tot 1919 bleef hij tevens actief bij de FBA.